# Ol Doinyo Lengai
Ol Doinyo Lengai (Oldoinyo Lengai), "Guds berg" på Maa,  är en aktiv vulkan som ligger söder om Natronsjön i Arusha-regionen i norra Tanzania, Afrika.  
Ol Doinyo Lengai hade sitt senaste utbrott 2013. Ol Doinyo Lengai, som är en stratovulkan, är unik bland aktiva vulkaner så till vida att den producerar natrokarbonatit-lava, en unik förekomst av vulkanisk karbonatit. Det finns ett antal äldre slocknade karbonatitvulkaner i närheten, inklusive kullen Homa. Karbonatiten som sprids över de omgivande gräsmarkerna leder till unikt berikade suckulenta betesmarker. Detta gör området omkring Ol Doinyo Lengai till en viktigt stopp i gnuernas årliga migration, där det blir en barnkammare för tusentals nyfödda kalvar. 

## Galleri

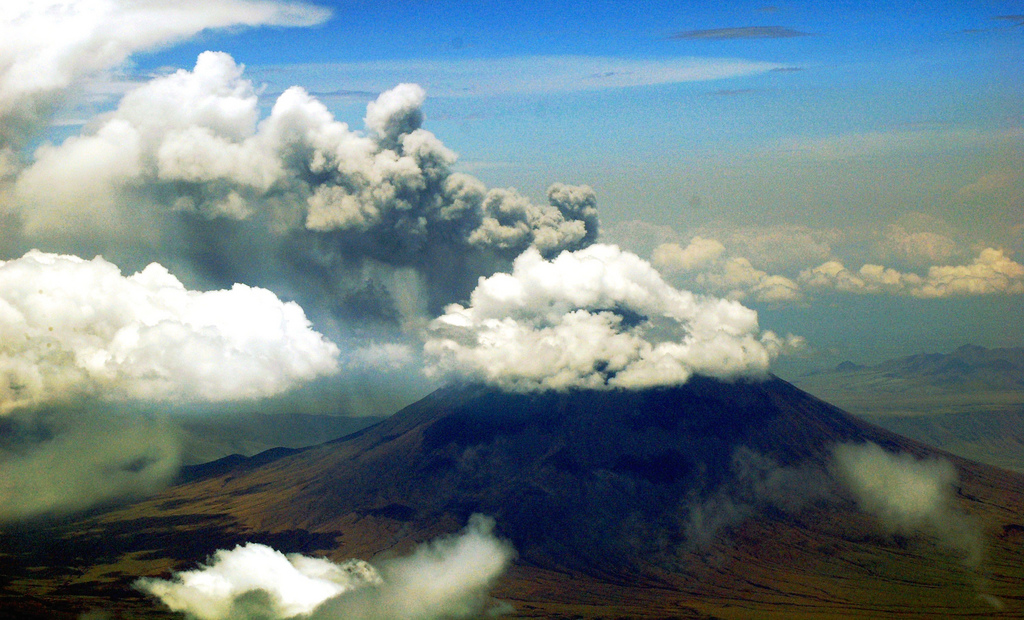
Ol Doinyo Lengai utbröt i mars 2008.
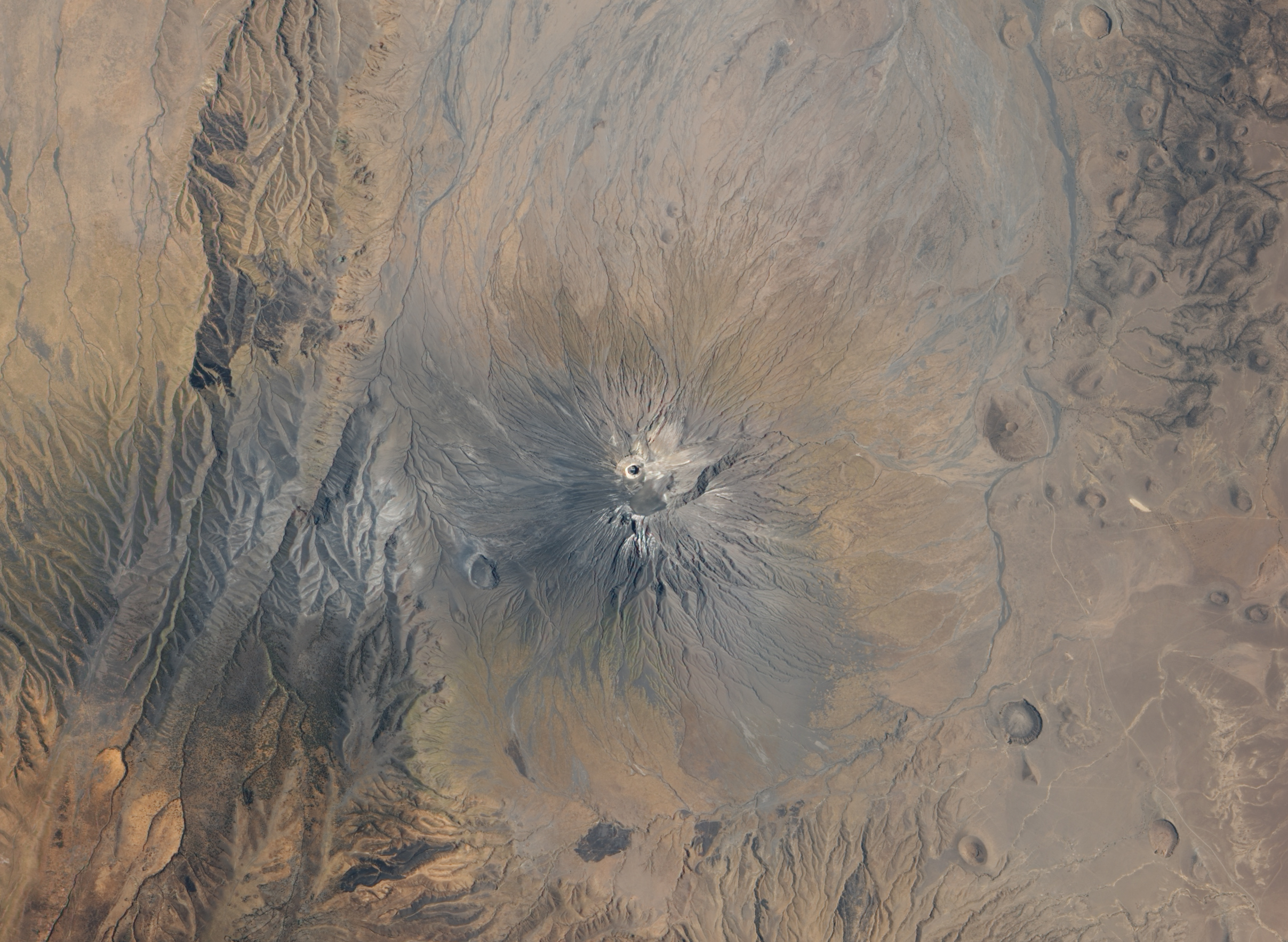
Ol Doinyo Lengai efter ett explosivt utbrott.
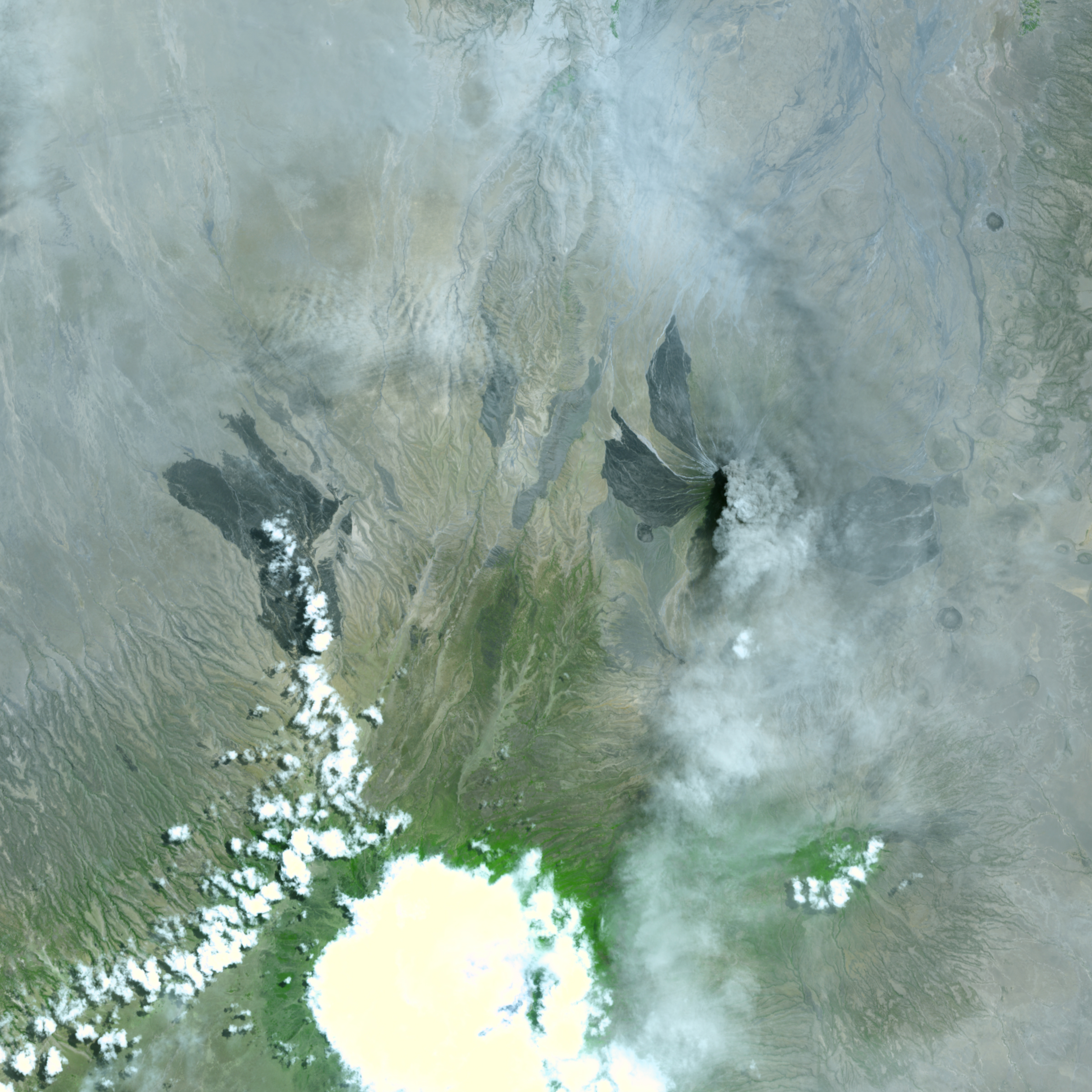
Bild av vulkanen som skickar en aska och ånga söderut.
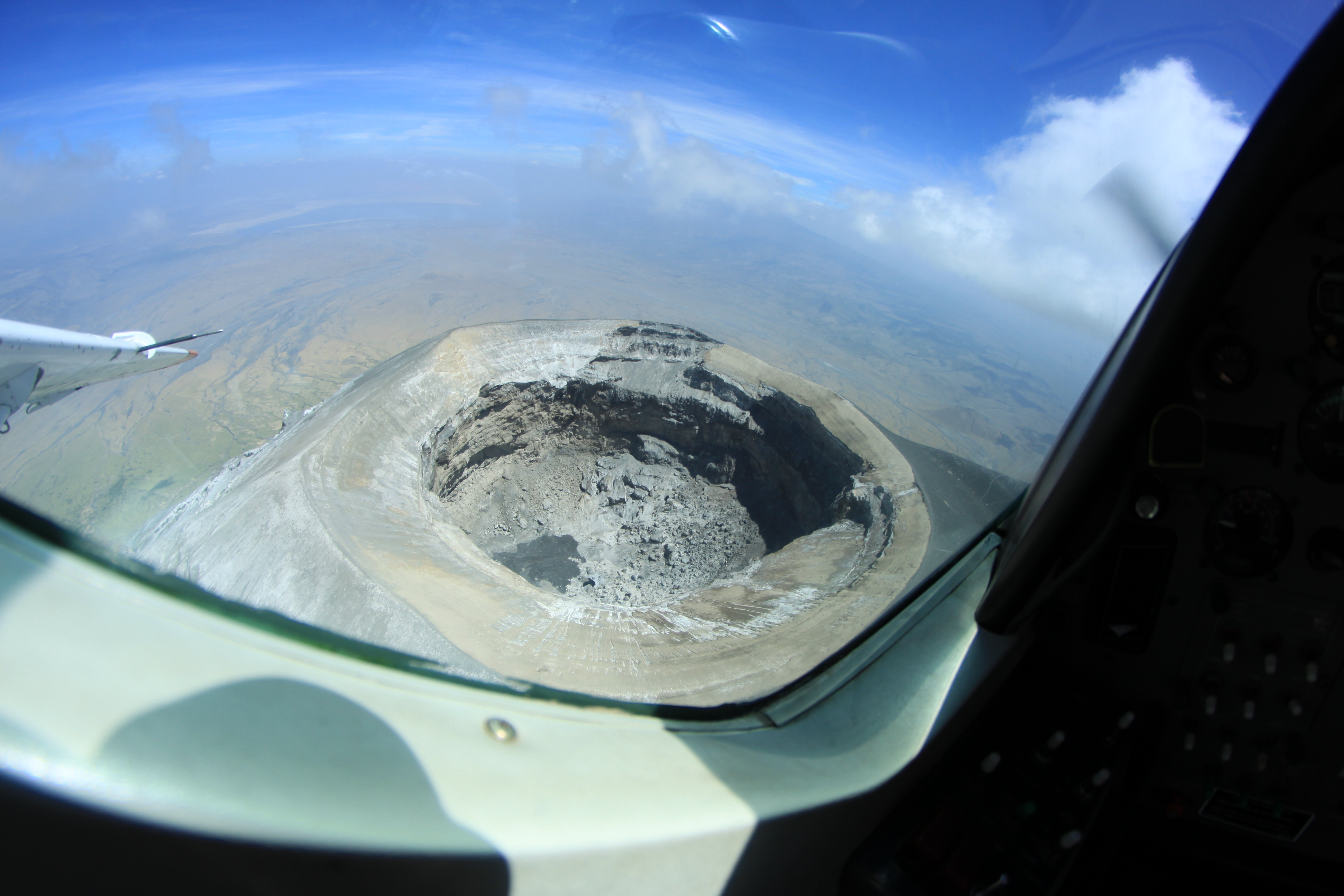
Flygfoto över Oldoinyo Lengai 2011.
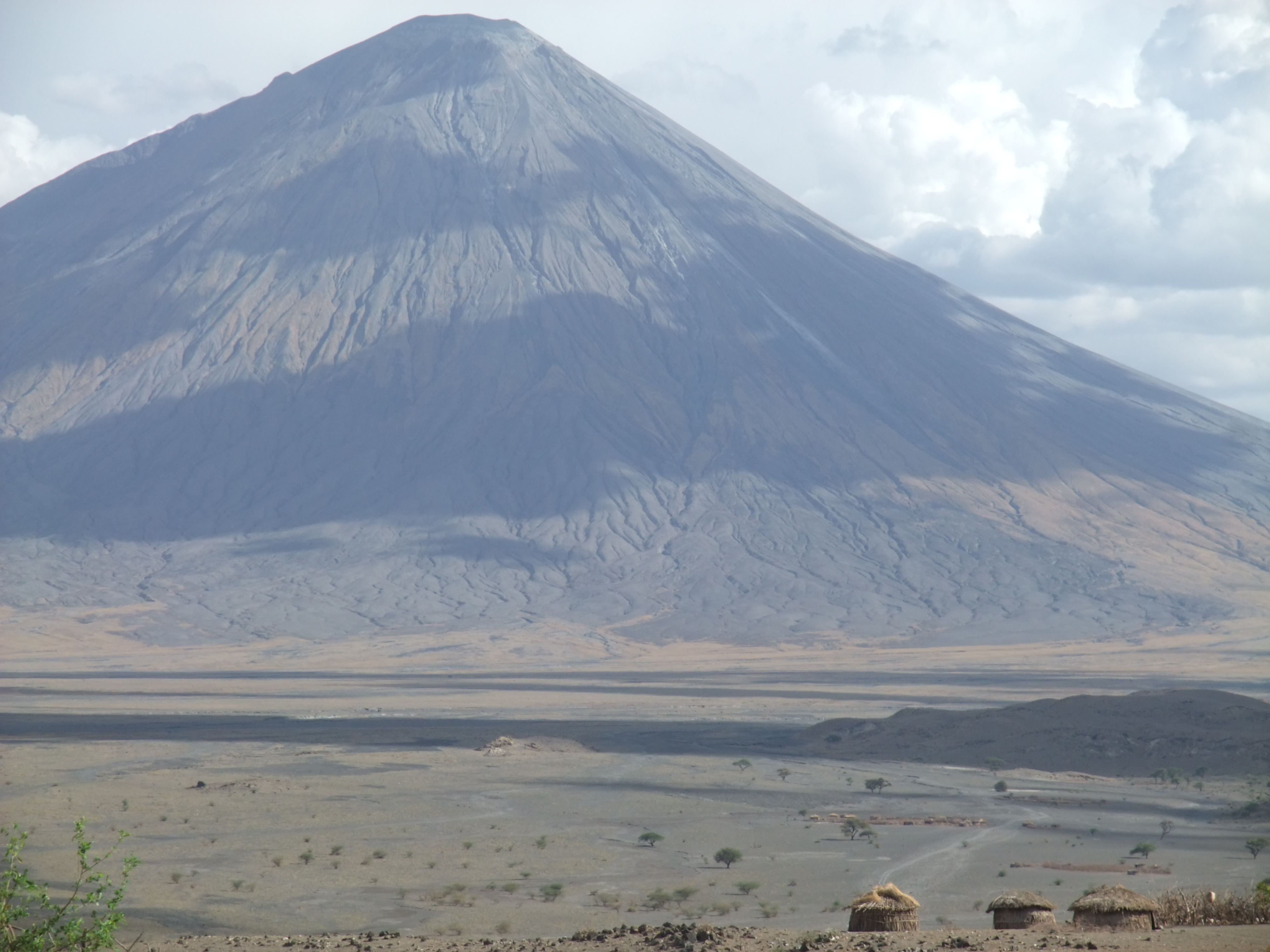
Ol Doinyo Lengai i oktober 2011.
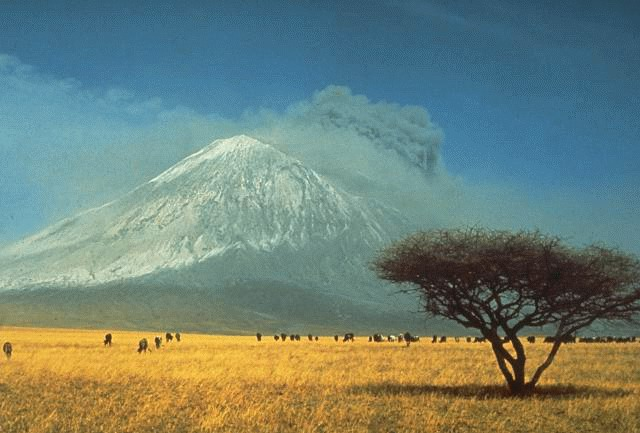
Bild av 1966 års utbrott.
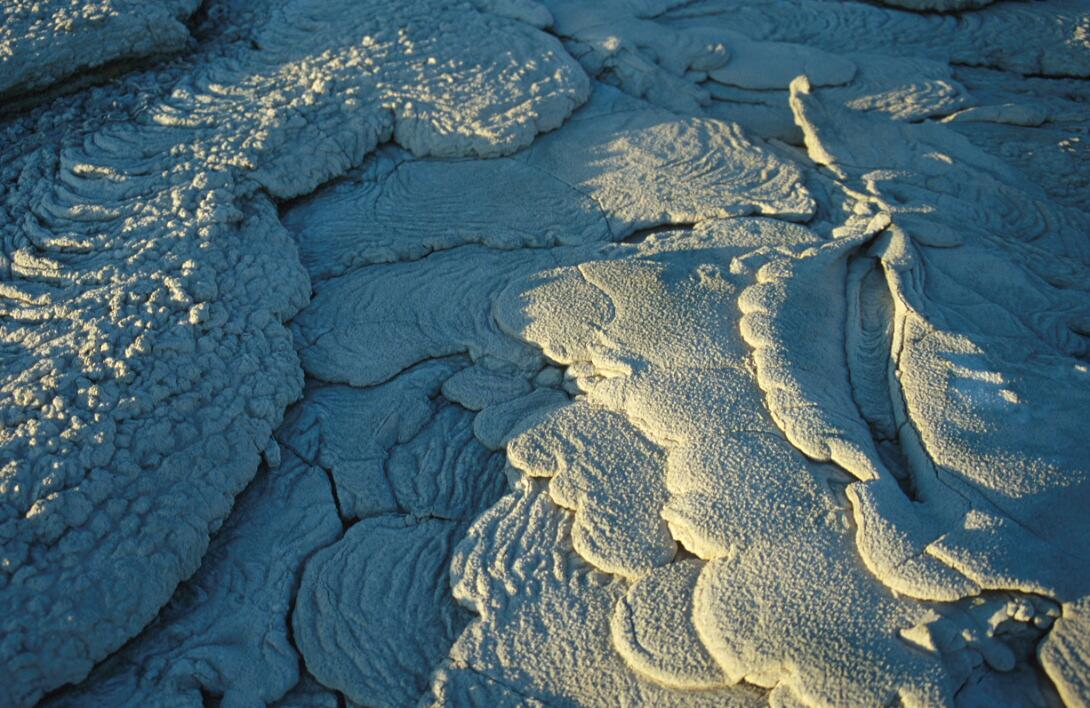
Stelnad lava i krateret i Ol Doinyo Lengai.
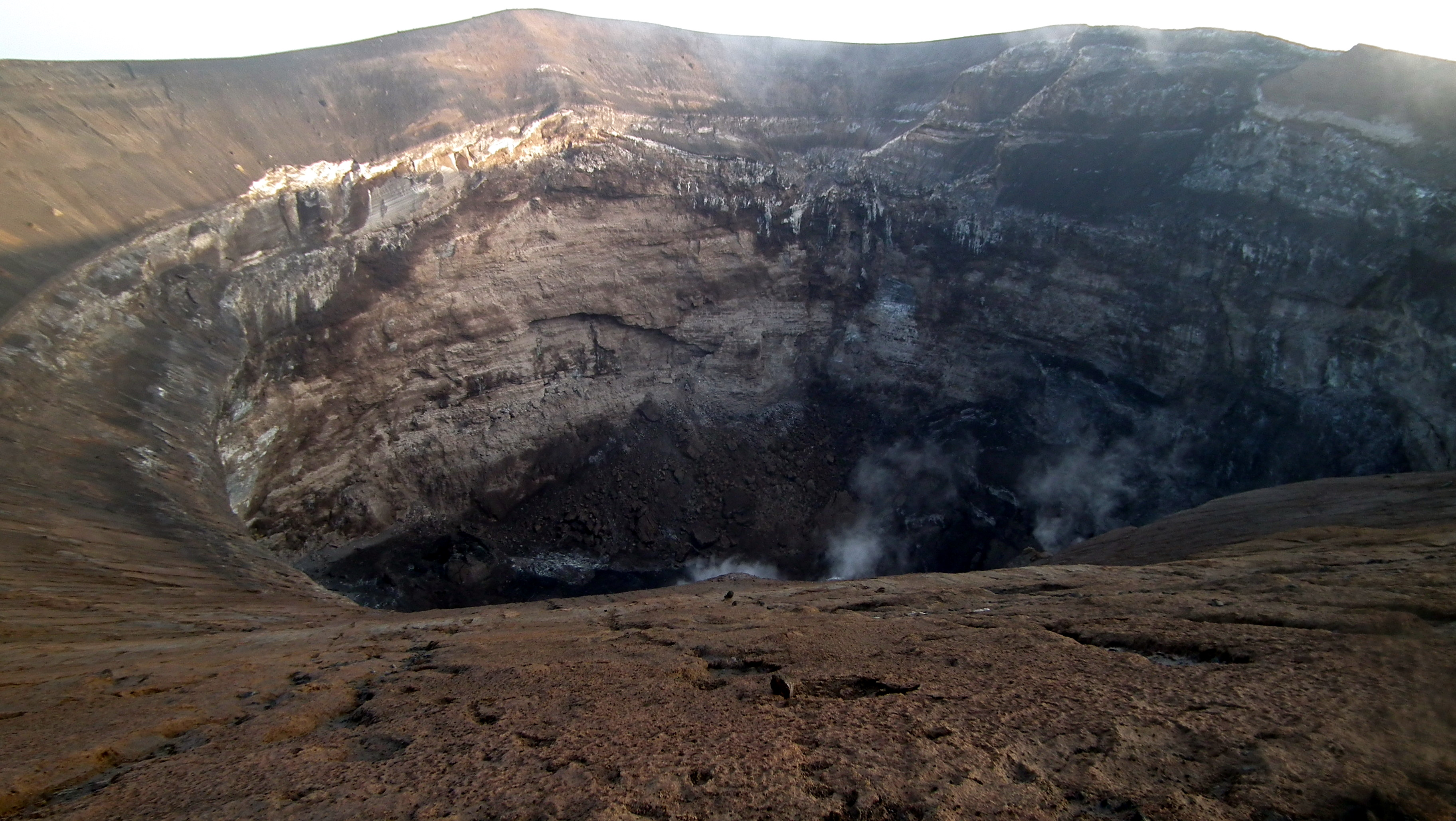
Krater i Ol Doinyo Lengai i januari 2011.